# Каневщина (Черниговская область)
Каневщи́на (укр. Канівщина) — село в Прилукском районе Черниговской области Украины на реке Руда. Население — 501 человек. Занимает площадь 3,531 км².
Код КОАТУУ: 7424184001. Почтовый индекс: 17571. Телефонный код: +380 4637.

## Власть
Орган местного самоуправления — Каневщинский сельский совет. Почтовый адрес: 17571, Черниговская обл., Прилукский р-н, с. Каневщина, ул. Г. Степанюка, 25.

## География
Расстояние до районного центра:Прилуки : (12 км.). Расстояние до областного центра:Чернигов ( 124 км. ). Расстояние до столицы:Киев ( 123 км. ). Расстояния до аэропортов:Борисполь (97 км.). Ближайшие населенные пункты: Кроты 3 км, Дубовый Гай, Сухоставец, Рудовка 5 км